# Grande Los Angeles
La Grande Los Angeles (in inglese Greater Los Angeles) è la seconda più grande area metropolitana degli Stati Uniti (dopo quella di New York), con una popolazione di circa 18,5 milioni di abitanti. Comprende sei contee della Sud California la Ventura County a ovest, la San Bernardino County e Riverside County a est, la Los Angeles County al centro, Kern County nella parte settentrionale e Orange County nella parte sud-est. L'area metropolitana di Los Angeles, conosciuta anche come Metro LA si estende solamente sulle contee di Los Angeles e Orange e conta 13 milioni di abitanti. L'intera Grande LA copre un'area totale di 87940 km², rendendola l'area metropolitana più estesa degli Stati Uniti.
La Grande Los Angeles è un centro globale per l'industria dell'intrattenimento, del cinema e della musica ed è uno dei più importanti poli tecnologici e finanziari del mondo. È la terza area metropolitana per PIL nominale al mondo dopo quella di Tokyo e New York.

## Popolazione e demografia
Secondo il censimento del 2020, 18.5 milioni di persone popolano la Grande Los Angeles. La maggior parte della popolazione, circa il 46%, è di origine ispanica. Il restante è composto dal 30% di bianchi non ispanici, 14% di asiatici, il 6% di afroamericani e circa il 3% di meticci. 
Gli euroamericani sono circa 5.5 milioni e rappresentano un terzo della popolazione. La maggior parte sono di origini tedesche (7%), britanniche (6%), irlandesi (5.4%), italiane (3.4%) e scandinave (2.2%). Dal Medio Oriente e Vicino Oriente principalmente di origini ebraiche (3.2%) e armene (1.2%).
Gli asiatici sono circa 2.6 milioni, la cui maggior parte di origini cinesi (6%), filippine (3.1%), vietnamite (2%) e coreane (2%). 
La comunità più presente nella Grande Los Angeles è in ogni caso quella dei Latinoamericani con circa 8.6 milioni di persone, principalmente messicani, ma sono presenti anche cittadini provenienti dal Guatemala, El Salvador, Honduras, Peru, Colombia e Cuba. 

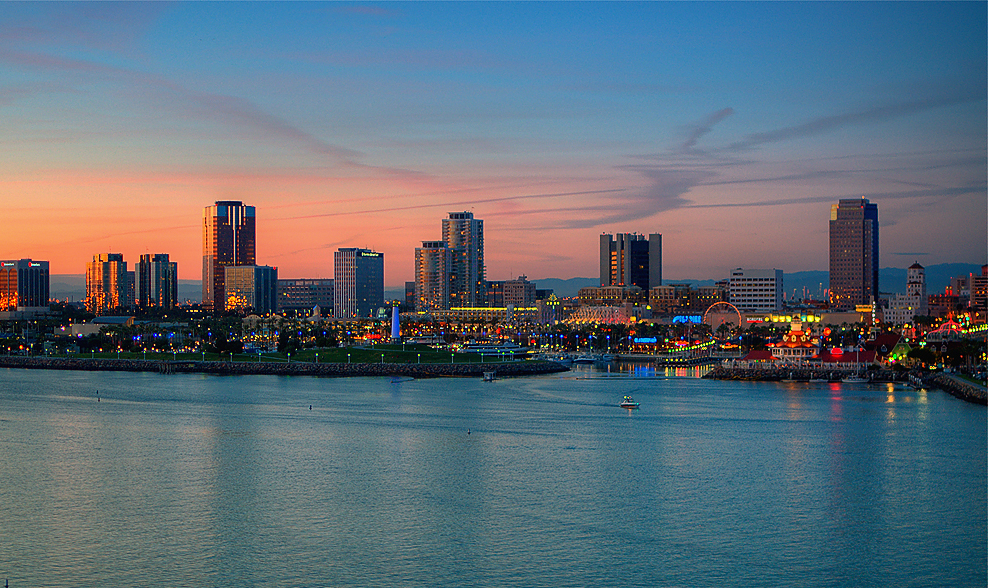
Long Beach
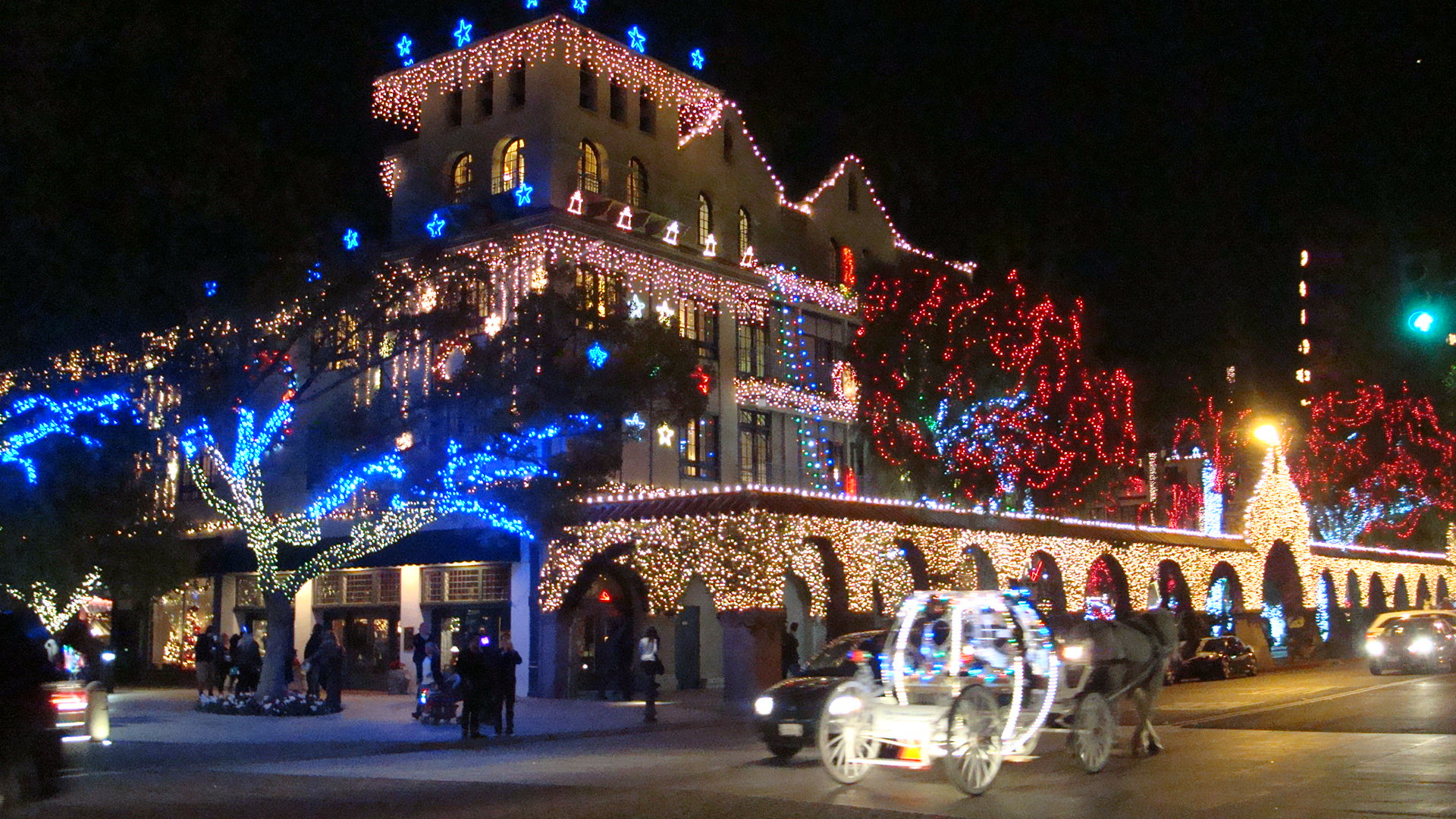
Riverside
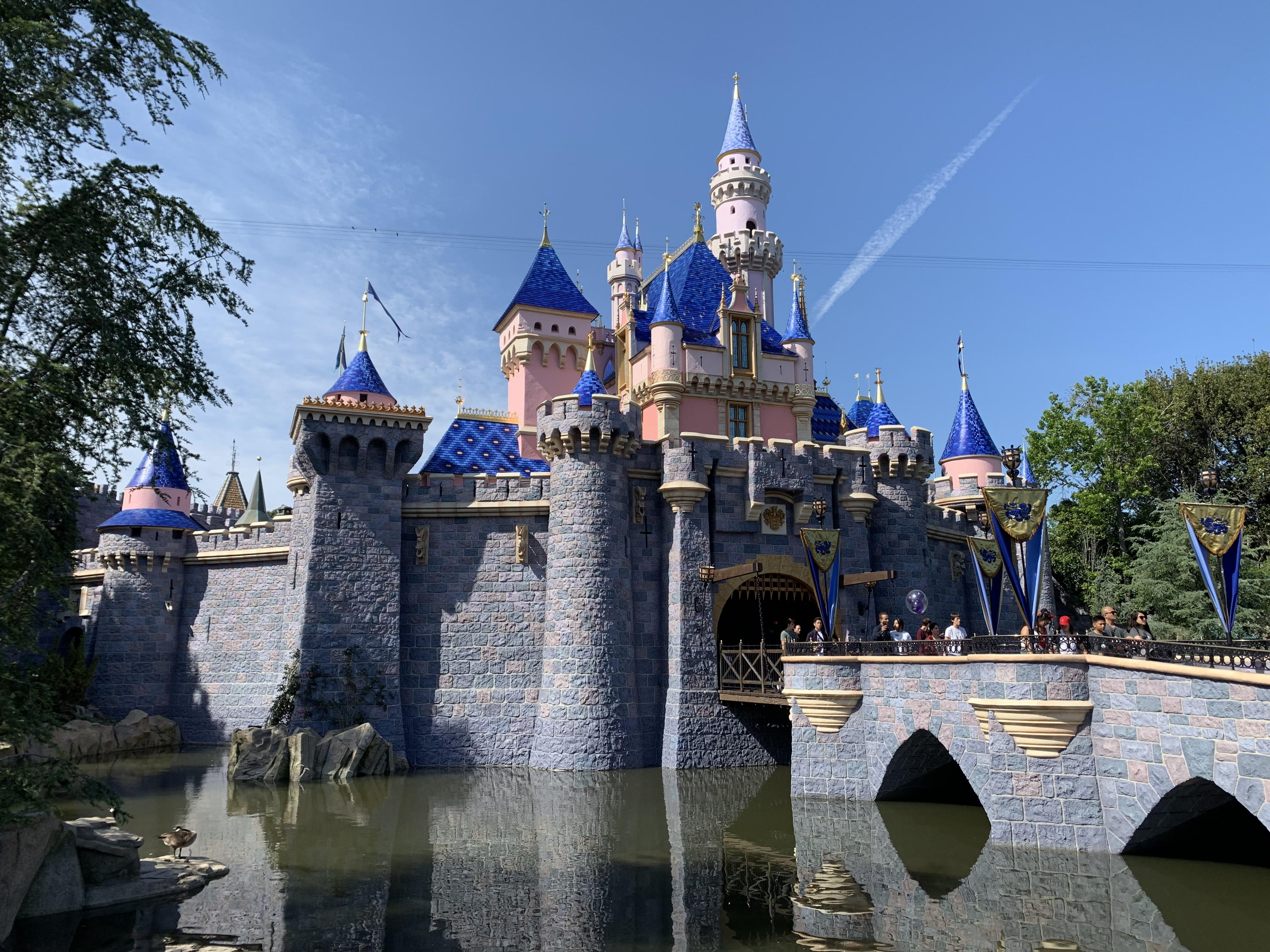
Sleeping Beauty Castle ad Anaheim
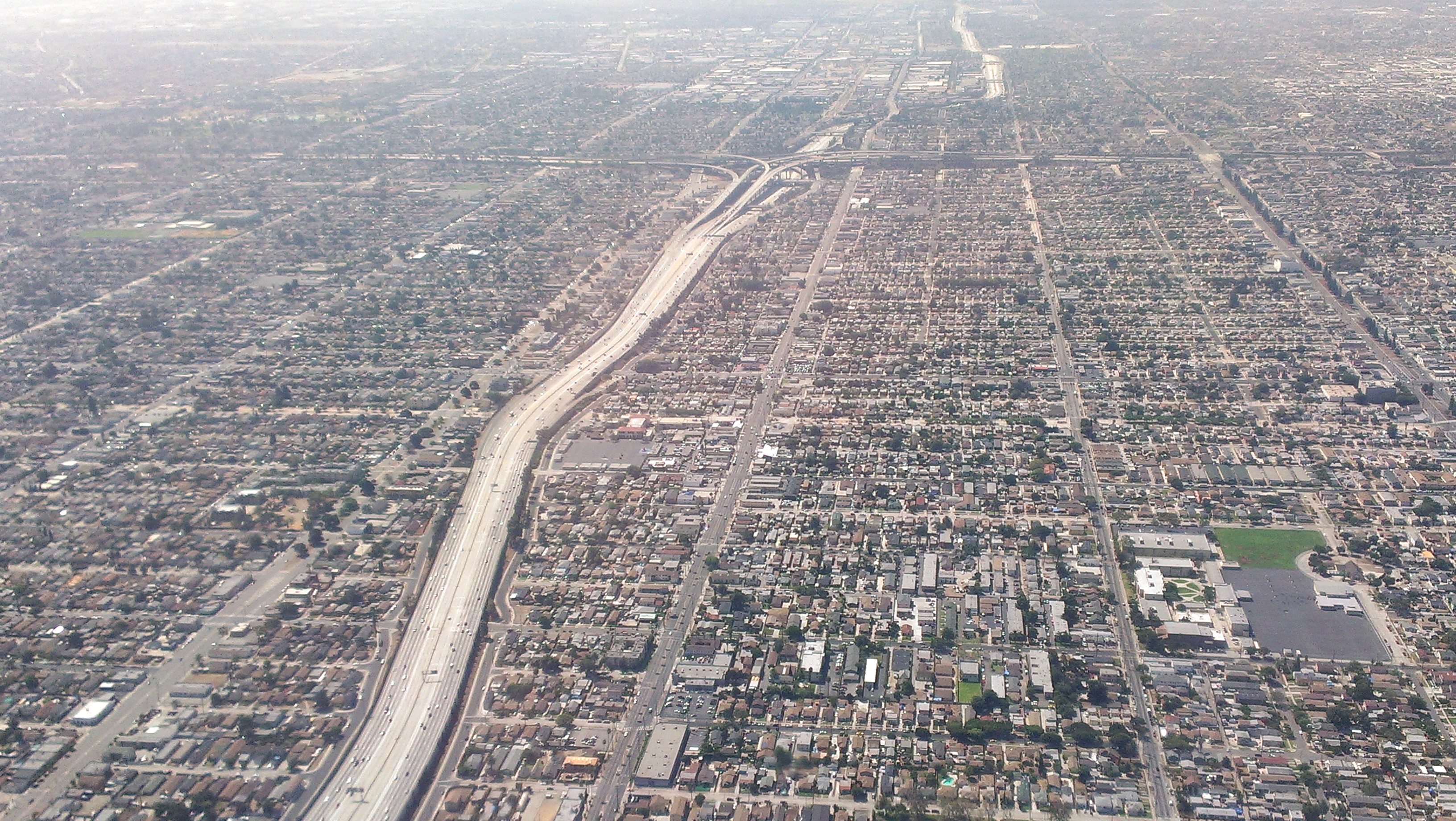
Vermont Vista, Los Angeles
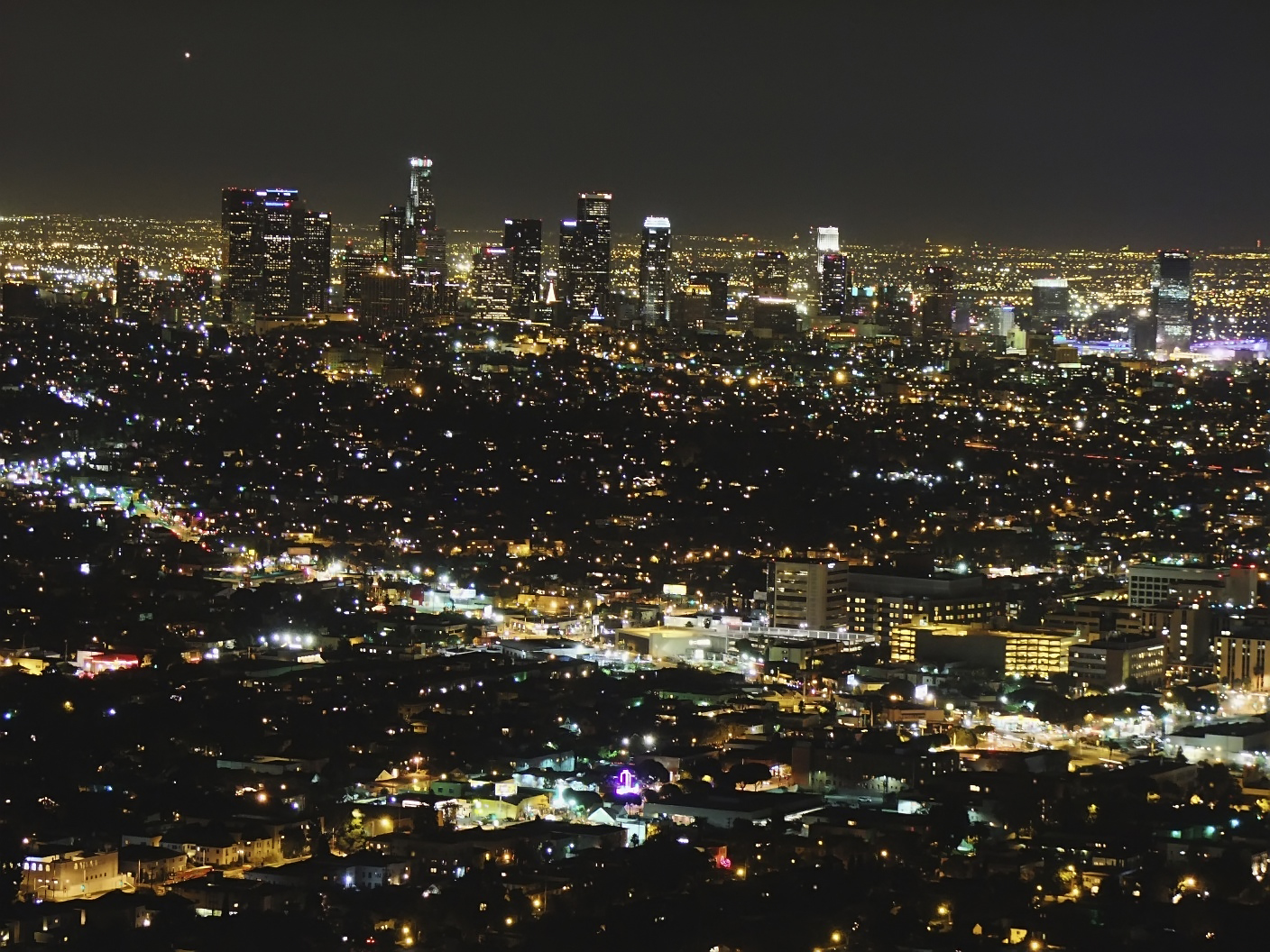
Downtown Los Angeles di notte
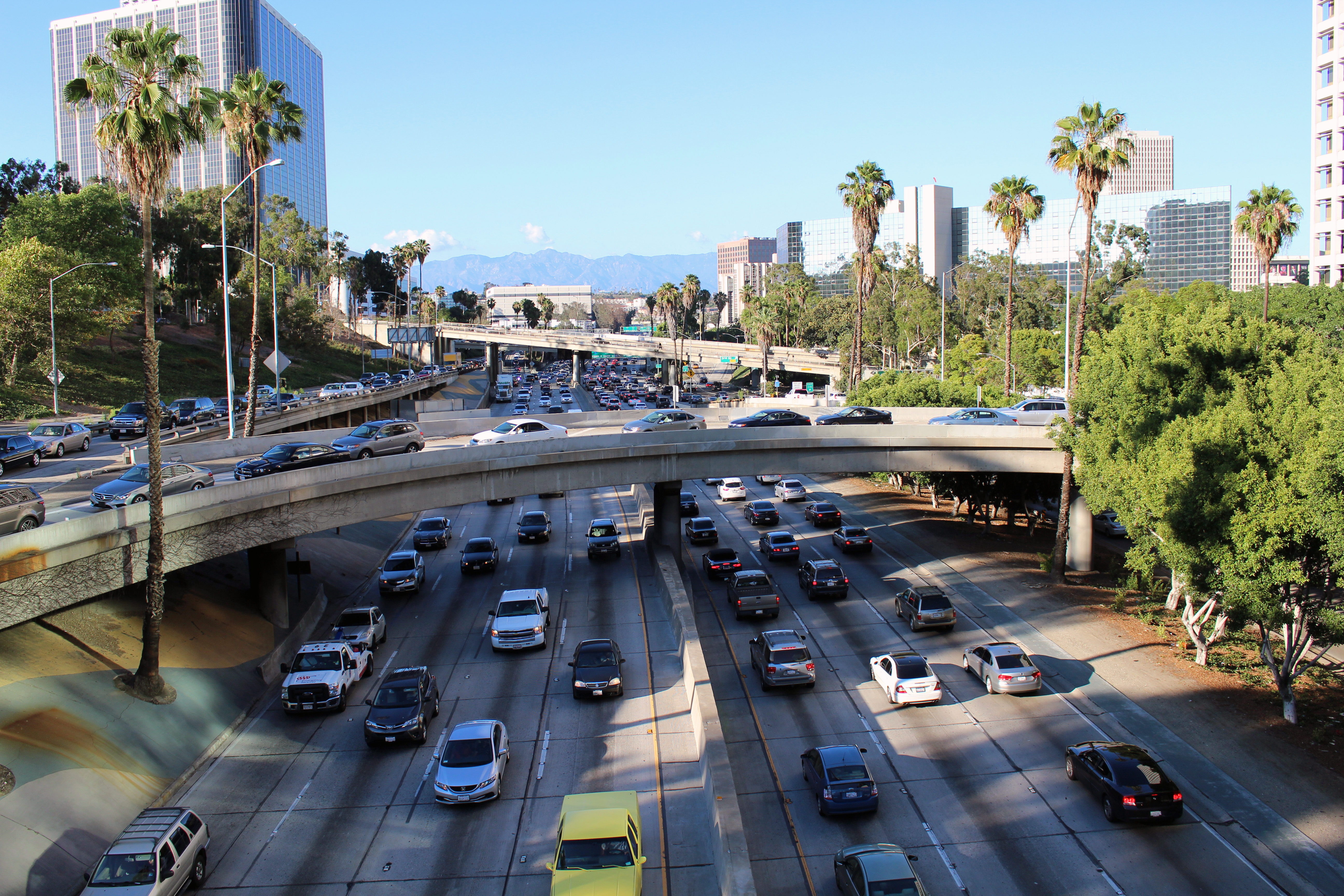
Una tipica autostrada di Los Angeles

## Economia
La Grande Los Angeles è la terza area metropolitana economicamente più potente del mondo, dopo Tokyo e New York. L'economia della Grande LA è principalmente basata sull'intrattenimento, con particolare attenzione al mondo della televisione, dell'animazione, dei videogiochi e della musica - il distretto di Hollywood nella città di Los Angeles è riconosciuto come centro mondiale del cinema. 
Oltre all'intrattenimento c'è un'alta concentrazione di industrie aerospaziali, di imprese attive nell'alta tecnologia e nel petrolio. Il porto di Los Angeles e di Long Beach sono i più trafficati degli Stati Uniti è nell'Inland Empire, c'è la più alta concentrazione di centri di stoccaggio e magazzini di tutto il mondo. Il gigante dell'intrattenimento Walt Disney Company ha sede a Burbank. 

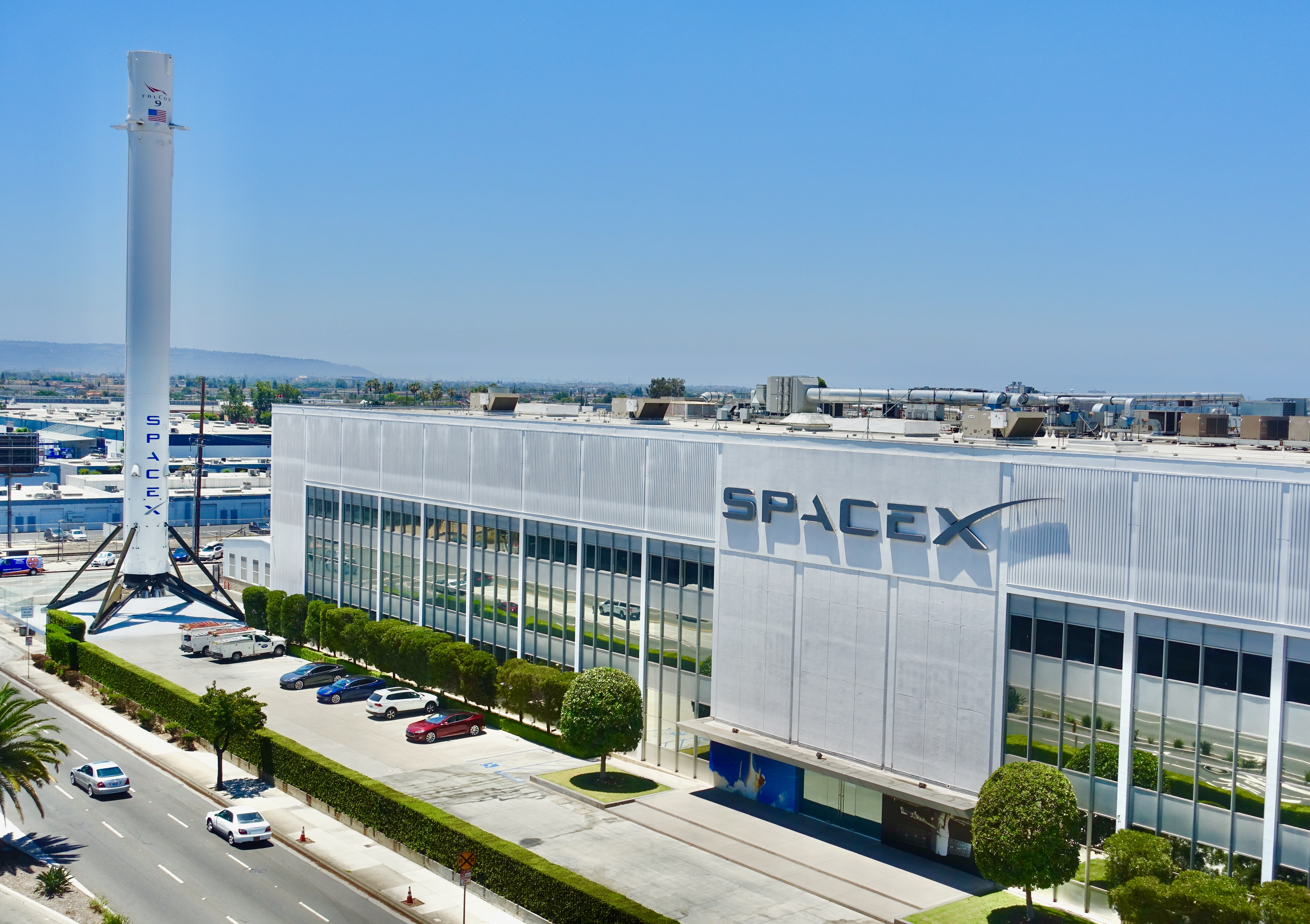
Sede di SpaceX a Hawthorne
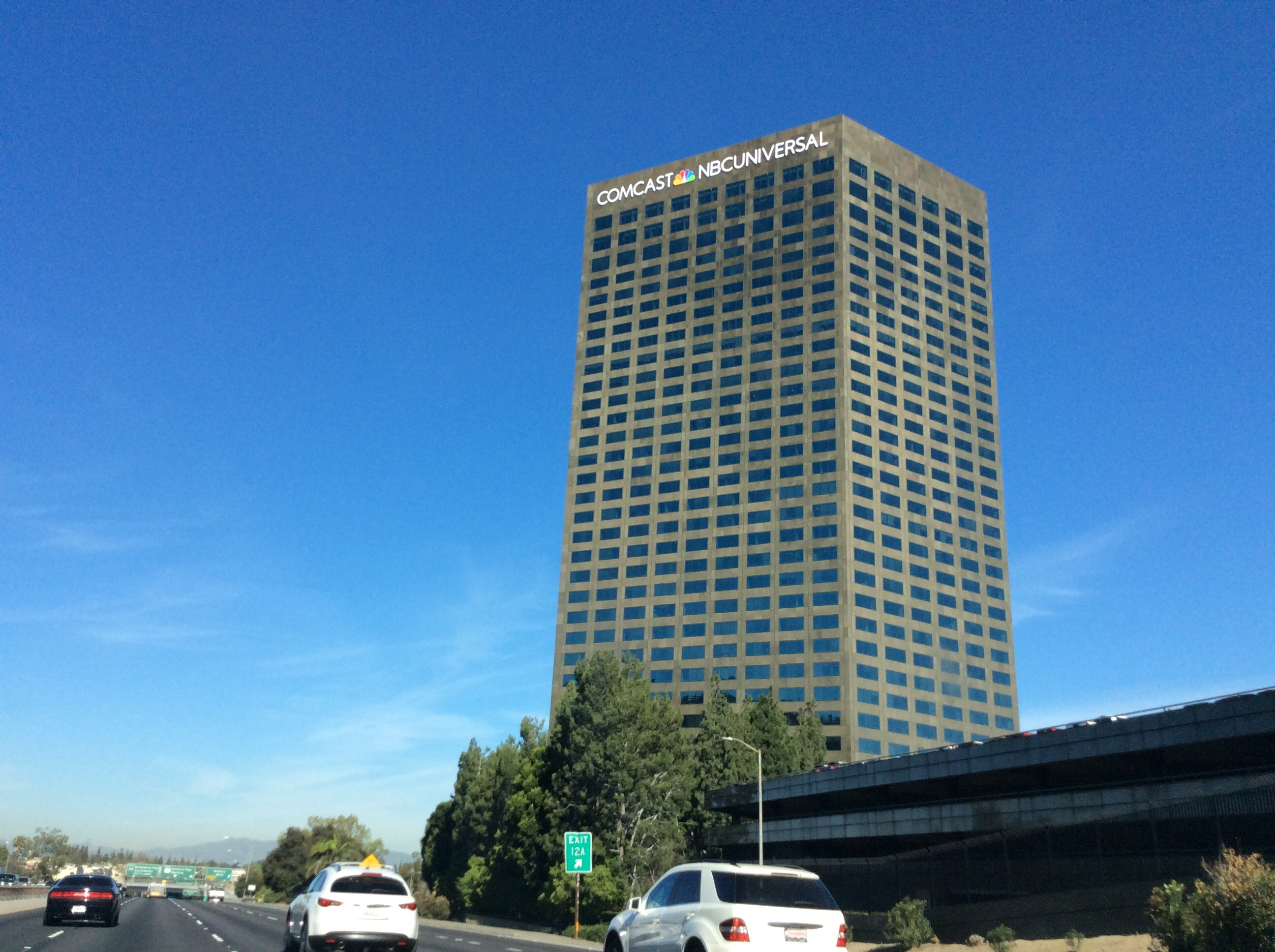
La sede della Universal Pictures
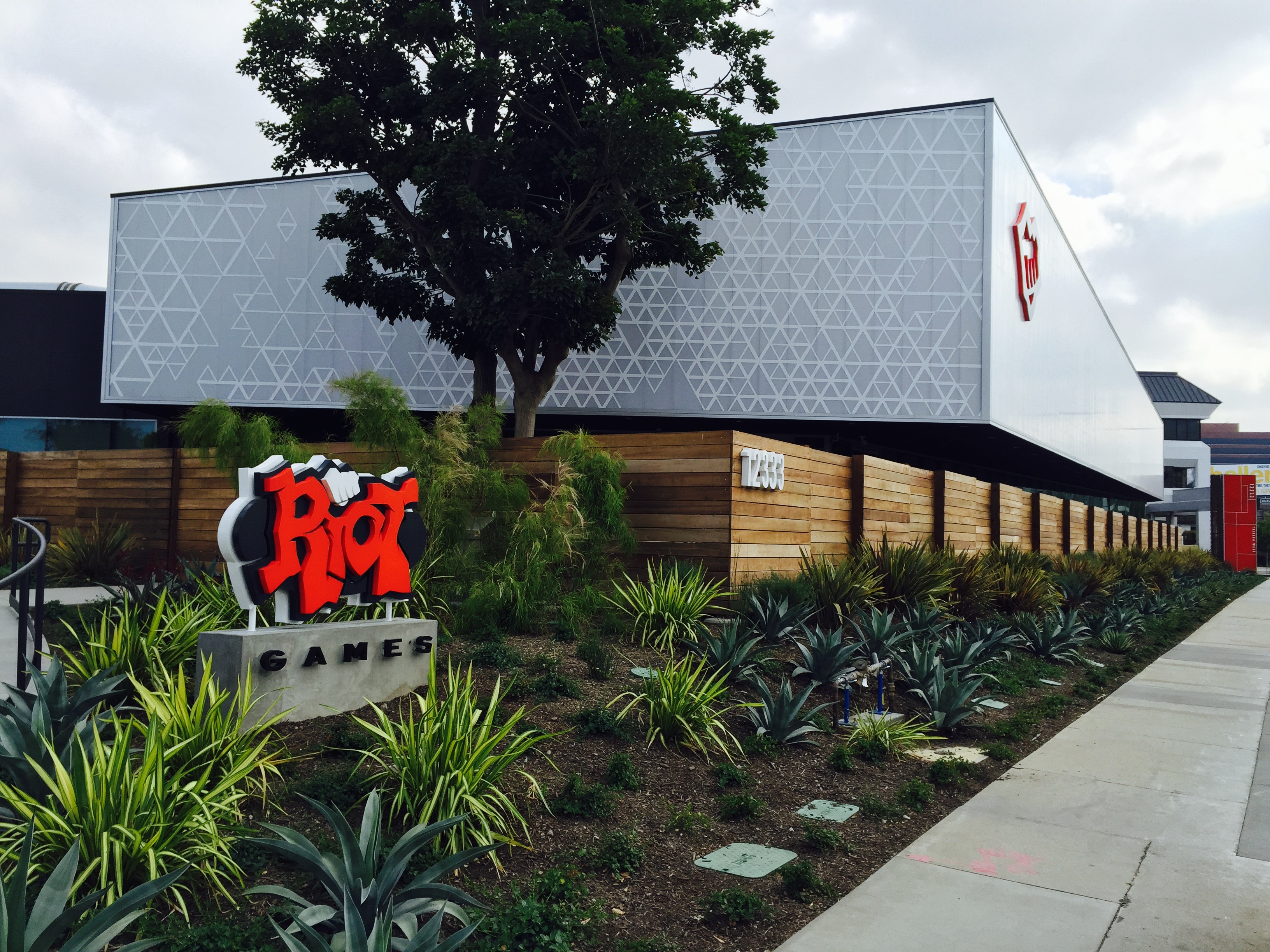
Sede della Riot Games
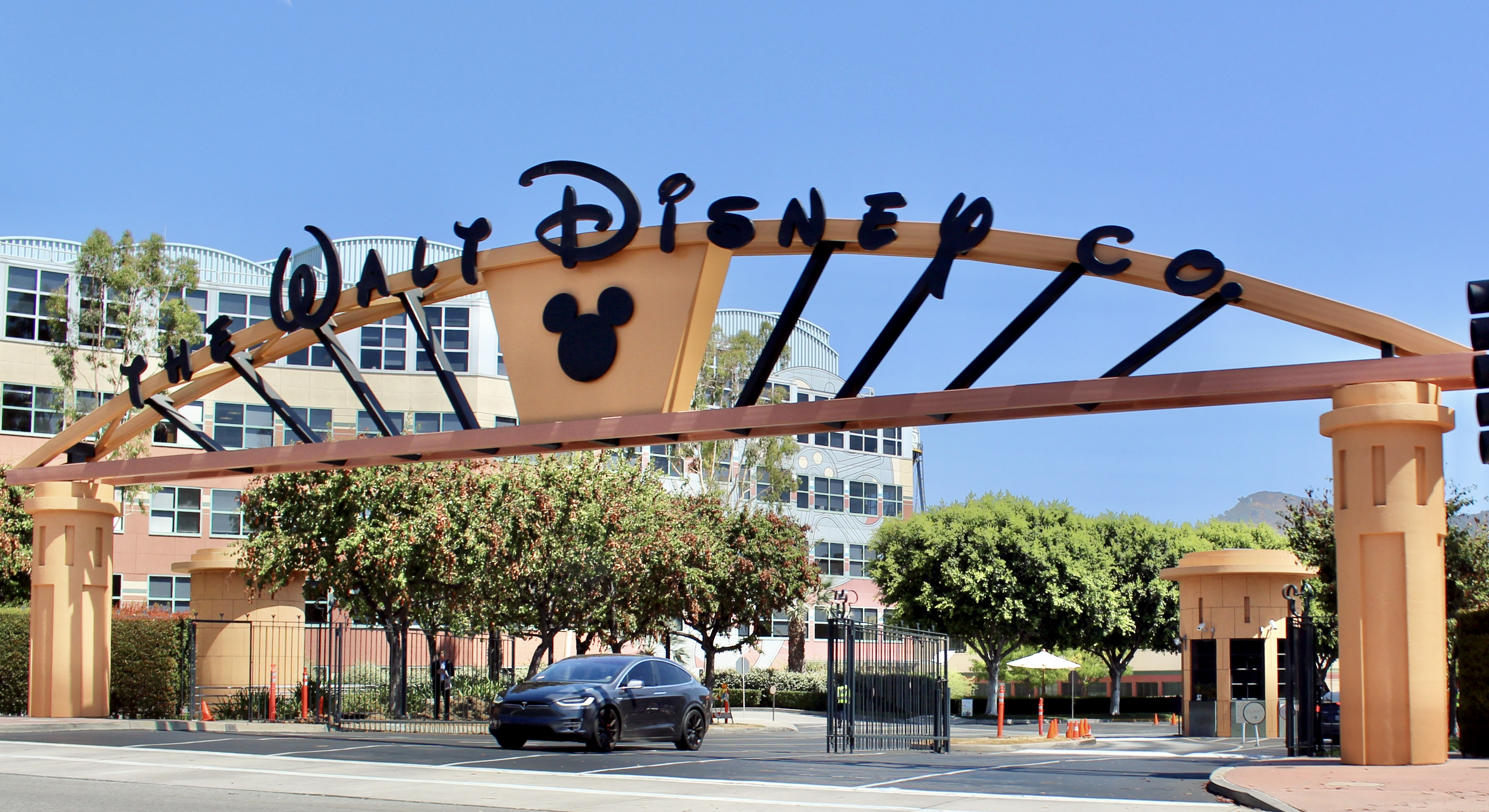
La sede di Walt Disney Company